# 덩원디

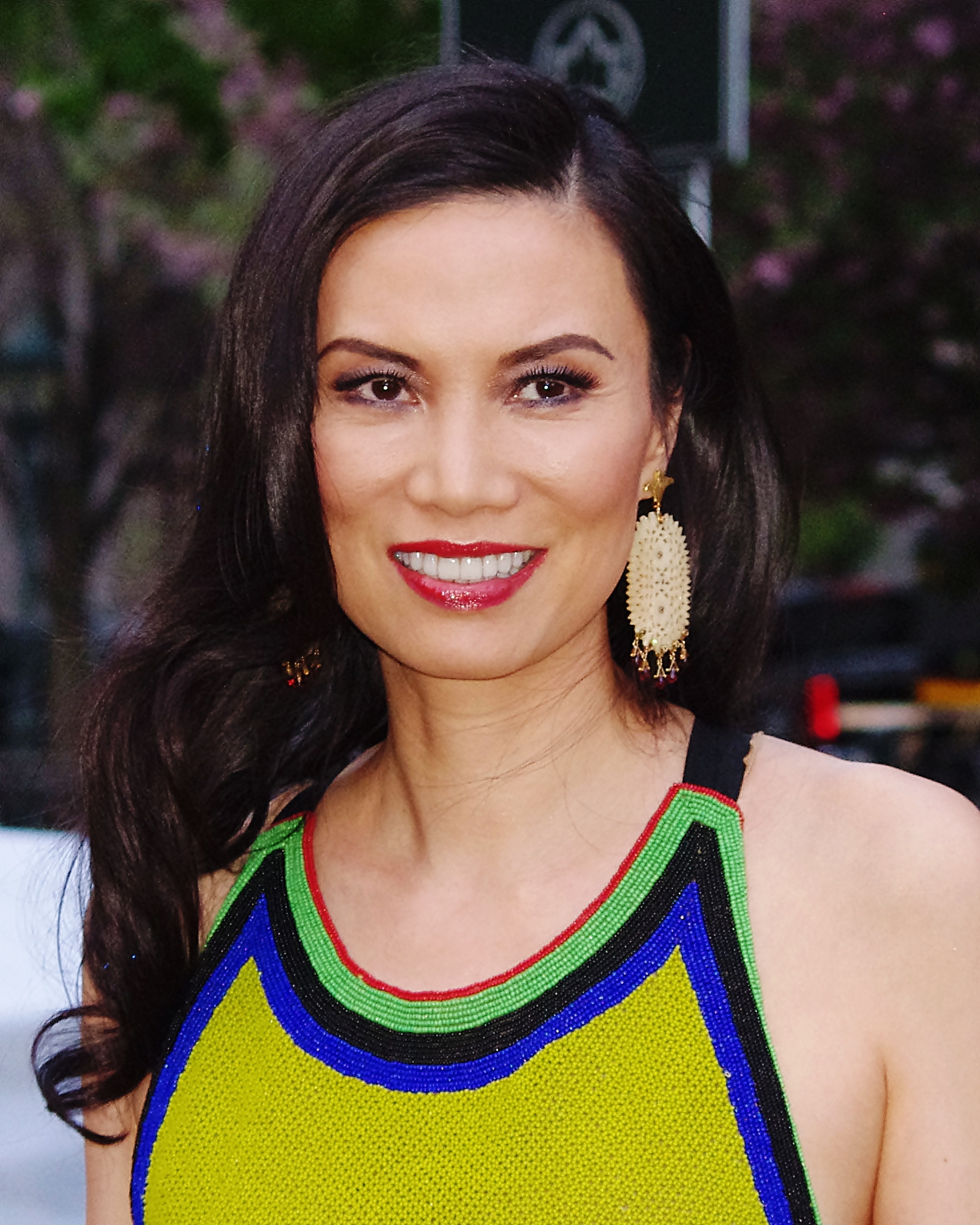
덩원디

덩원디(중국어 간체자: 邓文迪, 정체자: 鄧文迪, 병음: Dèng Wéndí, 한자음: 등문적, 영어: Wendi Deng Murdoch, 1968년 12월 5일 ~ )는 중국계 미국인 기업인이다. 그녀는 루퍼트 머독의 세번째 부인으로, 2013년 6월 이혼하였다.